# Петрово (Коломенский район)
Петро́во — деревня в Коломенском районе Московской области. Входит в состав Биорковского сельского поселения. Население — 9 чел. (2010).

## Расположение
Деревня Петрово расположена недалеко от автодороги Р115 примерно в 7 км к западу от черты города Коломны. Ближайшие населённые пункты — деревни Хлопна, Ильинское и Шейно.

## Население
| 2002 | 2006 | 2010 |
| ---- | ---- | ---- |
| 8    | ↗11  | ↘9   |